# Alistair Donohoe
Alistair Donohoe (né le 3 mars 1995 à Nhulunbuy) est un coureur cycliste et paracycliste australien. Il est médaillé aux championnats du monde de paracyclisme sur route et sur piste à plusieurs reprises et médaillé d'argent aux Jeux paralympiques de 2016 en poursuite individuelle et en contre-la-montre en catégorie C5. Il a reçu le prix de paracycliste australien de l'année en 2014, 2015 et 2018.

## Biographie
Alistair Donohoe naît le 3 mars 1995 à Nhulunbuy dans le Territoire du Nord. En 2009, il se blesse le bras droit, retenu par une corde en sautant d'un arbre dans une rivière. Il perd 70% de son biceps et 90% de son triceps.

## Palmarès
- 2014
  - 4e étape du National Capital Tour
- 2015
  - 3e du championnat d'Australie sur route espoirs

## Classements mondiaux
| Année            | 2015 | 2016 | 2017 |
| ---------------- | ---- | ---- | ---- |
| UCI Oceania Tour |      | 70e  | 77e  |
| UCI Asia Tour    | 264e |      |      |